# Saw VI
Saw VI è un film del 2009 diretto da Kevin Greutert; sesto capitolo dell'omonima saga.
Il film è stato distribuito nelle sale cinematografiche degli Stati Uniti a partire dal 23 ottobre 2009, mentre in Italia dal 1º giugno 2010.
Sono presenti numerose sequenze dal carattere decisamente horror/splatter, tanto che il film è stato vietato ai minori di 14 anni.

## Trama
Un uomo, Eddie, e una donna, Simone, sono rinchiusi in due celle adiacenti: i due indossano sul capo un dispositivo che trapana progressivamente entrambe le tempie. Il loro carceriere, ovvero Jigsaw, come scopo del "gioco" ha disposto che dei due usurai si salverà soltanto chi avrà sacrificato più carne del proprio corpo nel tempo di un minuto; per affrontare la macabra sfida, ai due sono stati forniti vari coltelli e un tavolo. Eddie, nettamente in vantaggio perché in sovrappeso, asporta dal proprio addome pezzi di grasso, mentre Simone opta per amputarsi l'intero avambraccio sinistro, riuscendo a salvarsi a discapito dell'uomo.
Hoffman, uscito dalla teca di plexiglas, dopo essersi sbarazzato di Strahm, viene chiamato sulla scena del crimine di Eddie, dove l'agente Erickson e l'agente Perez, sopravvissuta alle gravi ferite in Saw IV ma fatta credere morta a Hoffman, notano incongruenze tra i delitti dell'Enigmista e quelli perpetrati dopo la sua morte (commessi appunto da Hoffman). Il detective si reca in segreto da Jill Tuck, ex moglie dell'Enigmista, la quale gli affida cinque buste rinvenute nella scatola lasciatale dal marito. Dopo la partenza di Hoffman, Jill ricorda che il marito gli mostrò il test a cui sottopose Amanda, dopodiché riceve la visita di Pamela Jenkins, una giornalista scandalistica che le lascia una lettera misteriosa rinvenuta nel luogo della morte di John. 
Nel frattempo Hoffman, sta sottoponendo ad una serie di prove William Easton (obiettivo della busta 5), un assicuratore, responsabile di numerose morti, dovute a cavilli, escogitati da lui stesso e dai suoi collaboratori, che consistevano nel trovare anche il più piccolo errore nelle richieste per negare svariate coperture mediche e una delle sue ultime malefatte aveva causato la morte di un uomo a cui era stata negata la copertura assicurativa per un intervento medico. Si era inoltre rifiutato di appoggiare un ciclo di cure sperimentali a John Kramer. 
William ha un'ora di tempo per superare quattro prove in un percorso attraverso uno zoo abbandonato per rivedere la propria famiglia; inoltre, al superamento di ciascuna prova otterrà una chiave con cui potrà liberarsi delle quattro cinghie esplosive legate ai polsi e alle caviglie. Durante la prima prova, William deve gareggiare contro l’inserviente della sua azienda, per evitare di venire schiacciato da due incudini che si avvicinano progressivamente al torace ad ogni respiro, mentre nella seconda prova si ritrova costretto a scegliere a chi salvare la vita tra il suo giovane assistente senza famiglia e un’impiegata affetta da diabete, preferendo alla fine quest’ultima. 
Contemporaneamente, una donna e suo figlio sono rinchiusi all’interno di una cella con un serbatoio di acido fluoridrico collegato ad una leva che reca le opzioni “vivere” o “morire”, ignari che dall’altro lato anche la giornalista Pamela Jenkins sia stata rapita dall’Enigmista per un motivo sconosciuto. William, alle prese con la sua terza prova, deve aiutare la sua avvocatessa Debby a muoversi all’interno di un labirinto disseminato da ustionanti emissioni di vapore prima che un congegno legato alla vita della donna le perfori il cranio, Debby riesce a raggiungere la fine del labirinto ma scopre che la chiave per liberarsi dal dispositivo è contenuto all’interno del ventre destro di William, per cui lo attacca con una sega circolare perdendo preziosi secondi che la condannano a morte. William raggiunge così il luogo della sua ultima prova, contrassegnato da una spirale, dove deve decidere chi tra i suoi sei migliori collaboratori, soprannominati il “Branco”, salvare, potendo sceglierne soltanto due. I sei sono legati intorno ad un carosello che si ferma in corrispondenza di un fucile che sentenzierà il malcapitato di turno, a meno che William non decida di deviare l’arma premendo due tasti che però gli comporterebbe la perforazione della mano. Alla fine, mentre i sei impegnati cominciano a tradirsi a vicenda accusandosi di essere bugiardi o adulando William, e lui lascia morire tre uomini e una donna e salva le altre due donne, anche se preso dallo sconforto più totale, e si libera dell’ultima cinghia.
Hoffman viene convocato da Erickson: lui e l'agente Perez hanno trovato degli indizi rilevanti che potrebbero scagionare Strahm e quindi intendono decodificare una cassetta trovata accanto a Seth Baxter, l'uomo trucidato da Hoffman all’inizio di Saw V, per riconoscere la voce dell'assassino. Raggiungono così il laboratorio della scientifica e nel momento in cui la cassetta rivela la voce di Hoffman, quest'ultimo sgozza prontamente Erickson, usa Sacchi, la donna che ha decodificato la sua voce come scudo dai proiettili dell'agente Perez e poi la pugnala a morte, ma quest’ultima, prima di morire, rivela che F.B.I. sa che lui è il complice di Jigsaw. Hoffman successivamente da fuoco al laboratorio, dopo aver seminato le impronte digitali di Strahm grazie alla mano che aveva recuperato dal suo cadavere. 
Nel frattempo, Jill si reca allo zoo portando con sé una sesta busta della quale non aveva parlato ad Hoffman e la lettera che Pamela Jenkins le aveva lasciato sotto la porta prima di essere rapita. Hoffman, tornato allo zoo, rinviene la lettera, la quale si scopre essere la lettera che Amanda aveva letto durante gli eventi di Saw III - L’enigma senza fine: si scopre così che Hoffman aveva ricattato Amanda costringendola ad uccidere la dottoressa Lynn (e quindi condannando la stessa ad essere uccisa da Jeff) perché la donna si sentiva in colpa per essere stata complice della morte del figlio non nato di John, al quale avrebbe rivelato tutto, dato che era con Cecil il giorno in cui egli portò Jill all’aborto. A questo punto Jill entra nella stanza e stordisce Hoffman.
Intanto William riesce a superare la sua prova, ma giunge all’interno di una gabbia che si scopre essere posizionata tra quella di Pamela e quella della donna e del figlio misteriosi. Sorprendentemente, William è sconvolto dal vedere imprigionata Pamela, che si scopre essere sua sorella minore, ma è altrettanto raccapricciato dal riconoscere le altre due persone: essi sono Tara e Brent, ovvero la vedova e il figlio dell’uomo al quale l'assicuratore aveva rifiutato un indennizzo, portandolo alla morte. William si rende conto di non essere mai stato il protagonista del gioco ma che ora sono Tara e Brent ad avere in mano la sua vita: i due devono infatti scegliere tra la vita e la morte di William, se perdonarlo o condannarlo per le sue perfide azioni. Se Tara dimostra di non essere capace di condannare l’uomo a morte certa, Brent invece non ci pensa due volte a rivolgere la leva verso “morire” per vendicarsi della morte del padre e delle altre persone che ha condannato, azionando il dispositivo che rilascia l’acido fluoridrico all’interno delle siringhe che iniettano la sostanza dentro il corpo di William, il quale si scioglie dall’interno, tra atroci tormenti, proprio davanti allo sguardo di Pamela.  
Intanto Jill, seguendo le indicazioni della sesta busta lasciatale da John, rivela ad Hoffman che egli è sempre stato uno dei suoi obiettivi principali, poiché Hoffman non ha mai superato un suo test, come invece Amanda aveva fatto. La donna monta così una trappola per orsi rovesciata su Hoffman, lasciandolo sopperire al gioco. Hoffman, prima che il conto alla rovescia giunga al termine, riesce però a liberarsi fratturandosi la mano con la trappola, così da liberarsi e bloccare il meccanismo tra le sbarre di una porta: Hoffman urla per il dolore, orribilmente sfigurato ma ancora vivo.

## Distribuzione
Il film è stato lanciato nelle sale cinematografiche il 23 ottobre per rispettare la tradizione che vede il lancio di ogni nuovo capitolo l'ultimo venerdì prima di Halloween. In Italia doveva essere distribuito il 2 giugno 2010, ma nell'aprile dello stesso anno la 01 Distribution annunciò un leggero anticipo della data di un giorno, al primo giugno.

### Divieti
Il film in Italia venne vietato ai minori di 14 anni.

## Accoglienza

### Incassi
Il film ha avuto un budget di 11 milioni di dollari e ha incassato 27693292 $ in Nord America e 68233629 $ globalmente.

### Critica
Sul sito aggregatore di recensioni Rotten Tomatoes, il 39% delle 75 recensioni della critica sono positive, con una valutazione media di 4,5/10.

## Sequel
Il sequel del film è Saw 3D - Il capitolo finale.